# Steuben-Kaserne (Gießen)
Die Steuben-Kaserne in Gießen, benannt nach dem General Friedrich Wilhelm Ludolf Gerhard Augustin von Steuben, lag im Stadtwald im Osten des Stadtgebiets und umfasste eine Fläche von 55 ha.

## Bau- und Nutzungsgeschichte

### Errichtung für die Wehrmacht im Zweiten Weltkrieg
Auf dem später als Steuben-Kaserne genutzten Gelände wurde im Zweiten Weltkrieg für die Wehrmacht das "von Brauchitsch-Lager" durch den Reichsarbeitsdienst der Nationalsozialisten errichtet. Es umfasste 8 massive Gebäude sowie 60 kleinere Feldhäuser.

### Nutzungen zwischen 1945 und 1956
Nach dem Zweiten Weltkrieg wurde das von Brauchitsch-Lager als "Camp Smith" zunächst ab 1946 durch Besatzungstruppen der US-Army genutzt. Unter der Aufsicht der IRO entstand hier 1948 in ein DP-Lager. Hierbei handelte es sich um ein spezielles Lager für ukrainische DPs, das Ukrainian Labor Camp.

### Stationierungen der Bundeswehr zwischen 1957 und 1969
Mit der Aufstellung der Bundeswehr zogen am 15. Januar 1957 zunächst Stab und Stabsbatterie des Artillerieregimentes 2 (zuvor: Feldartillerieregiment 2, Deines-Bruchmüller-Kaserne in Lahnstein) in die Kaserne ein. Aus diesen Einheiten wurde am 1. März 1959 das Feldartilleriebataillon 55 aufgestellt (später: Panzerartilleriebataillon 55). Die Kaserne wurde nunmehr unter der Bezeichnung "Scharnhorst-Lager" geführt. Am 2. April 1959 erfolgte ein Unterstellungswechsel des Feldartilleriebataillons 55 zur Panzergrenadierbrigade 5. Ab 29. Juni 1959 wurde das Feldartilleriebataillon 55 schrittweise nach Stadtallendorf verlegt.
Das 1956 in der Kemmel-Kaserne in Murnau aufgestellte Sanitätsbataillon 4 verlegte 1957 in das Lager nach Gießen und wurde hier am 15. März 1957 zum Sanitätsbataillon 2 umbenannt. Noch im Mai 1957 erfolgte der Umzug in die Tannenberg-Kaserne nach Marburg, wo es bis zu seiner Auflösung am 30. September 1992 verblieb.
1957 wurde hier das Chirurgenlazarett 422 aufgestellt, das 1959 zum Feldlazarett 421 umgegliedert und in die Berg-Kaserne in Gießen verlegt wurde.
In der Kaserne war unter der Heeresstruktur 1 die mittlere Feldzeuginstandsetzungskompanie 547 aufgestellt worden. Sie wurde am 15. April 1959 zur schweren Instandsetzungskompanie 422 umgegliedert. Zum 1. Januar 1967 erfolgte wiederum eine Umstrukturierung zur 3./mittleres Instandsetzungsbataillon 420. Am 1. Oktober 1972 erhielt die Kompanie die neue Bezeichnung als 3./Instandsetzungsbataillon 420. Zum 30. September 1975 wurde sie schließlich aufgelöst und ging im Instandsetzungsbataillon 2 auf.
Die am 15. April 1959 am Standort aufgestellte Ersatzteilkompanie 423 wurde 1967 zur 5./mittleres Instandsetzungsbataillon 420 umgegliedert und zum 1. Oktober 1972 in 5./Instandsetzungsbataillon 420 umbenannt. Sie wurde zum 30. September 1975 aufgelöst und zur Aufstellung des Instandsetzungsbataillon 2 verwendet.
Die am 1. Mai 1958 in der Rhein-Kaserne in Koblenz aufgestellte Krankenkraftwagenkompanie 263 wurde 1959 in die Garnison nach Gießen verlegt und im selben Jahr in Krankenkraftwagenkompanie 314 umbenannt. Bereits ein Jahr später erfolgte eine weitere Änderung zur Krankenkraftwagenkompanie 331 bei gleichzeitiger Verlegung in die Jäger-Kaserne nach Marburg. Dort erlebte sie 1967 die Umgliederung zur 2./Krankentransportbataillon 330.
1959 zog in die Kaserne das Artilleriebataillon 340 ein, das als eine der ersten Einheiten der Bundeswehr mit nuklearfähigen Honest John (HJ)-Raketen ausgestattet wurde.
In den 1960er Jahren fanden in der Kaserne Ausbaumaßnahmen statt.
Die am 1. April 1960 im Lager Bocholt aufgestellte 1. und 4. Batterie des Flugabwehrbataillon 23 wurden im August 1962 in das Scharnhorst-Lager nach Gießen verlegt. Am 15. Juni 1966 zog sodann die 1. Batterie nach Lich in die Limes-Kaserne um, während die 4. Batterie am 5. September 1966 in die Wäller-Kaserne nach Westerburg kam. Beide Batterien wurden zum 19. Dezember 1986 aufgelöst.
Am 1. Juli 1960 wurde die Ausbildungskompanie 2/III in der Kaserne aufgestellt. Am 1. April 1974 erfolgte ihre Umbenennung zur Artillerieausbildungsbatterie 2/III. Sie wurde zum 1. Oktober 1980 in die Nachschubausbildungskompanie 18/III umgegliedert. 1993 erfolgte ebenfalls die Auflösung dieser Einheit.
Zwischen 1962 und 1993 war das Sondermunitionslager Alten-Buseck eingerichtet, in dem US-Nuklearwaffen deponiert waren. Diese gehörten zur 30. USAFAD. Im Verteidigungsfall war die Ausstattung des Raketenartilleriebataillon 52 mit diesen atomaren Sprengköpfen geplant.
Am 1. September 1964 wurde das Artilleriebataillon 340 zunächst in Raketenartilleriebataillon 340 und schließlich am 1. Januar 1965 in Raketenartilleriebataillon 52 umbenannt. Ebenfalls am 1. September 1964 erfolgte die Umbenennung des "Scharnhorst-Lager" in Steuben-Kaserne.
Vom 1. Juni 1965 bis zum 31. Dezember 1998 bestand in der Steuben-Kaserne die Reservelazarettgruppe 7401.
Das am 1. Juli 1965 in der Eifel-Maar-Kaserne in Ulmen aufgestellte Flugabwehrraketenregiment 2 verlegte im Juni 1966 in die Steuben-Kaserne nach Gießen. Im Juli 1975 kam es in die Limes-Kaserne nach Lich.
Die 1967 in der Steuben-Kaserne aufgestellte 6./mittleres Instandsetzungsbataillon 420 wurde am 1. Oktober 1972 in 6./Instandsetzungsbataillon 420 umbenannt. Sie wurde zum 30. September 1975 aufgelöst und ging in dem neuen Instandsetzungsbataillon 2 auf.
Zwischen 1968 und 1986 bestand in der Steuben-Kaserne das Feldartilleriebataillon 320 als Geräteeinheit.

### Stationierungen zwischen 1970 und 1993

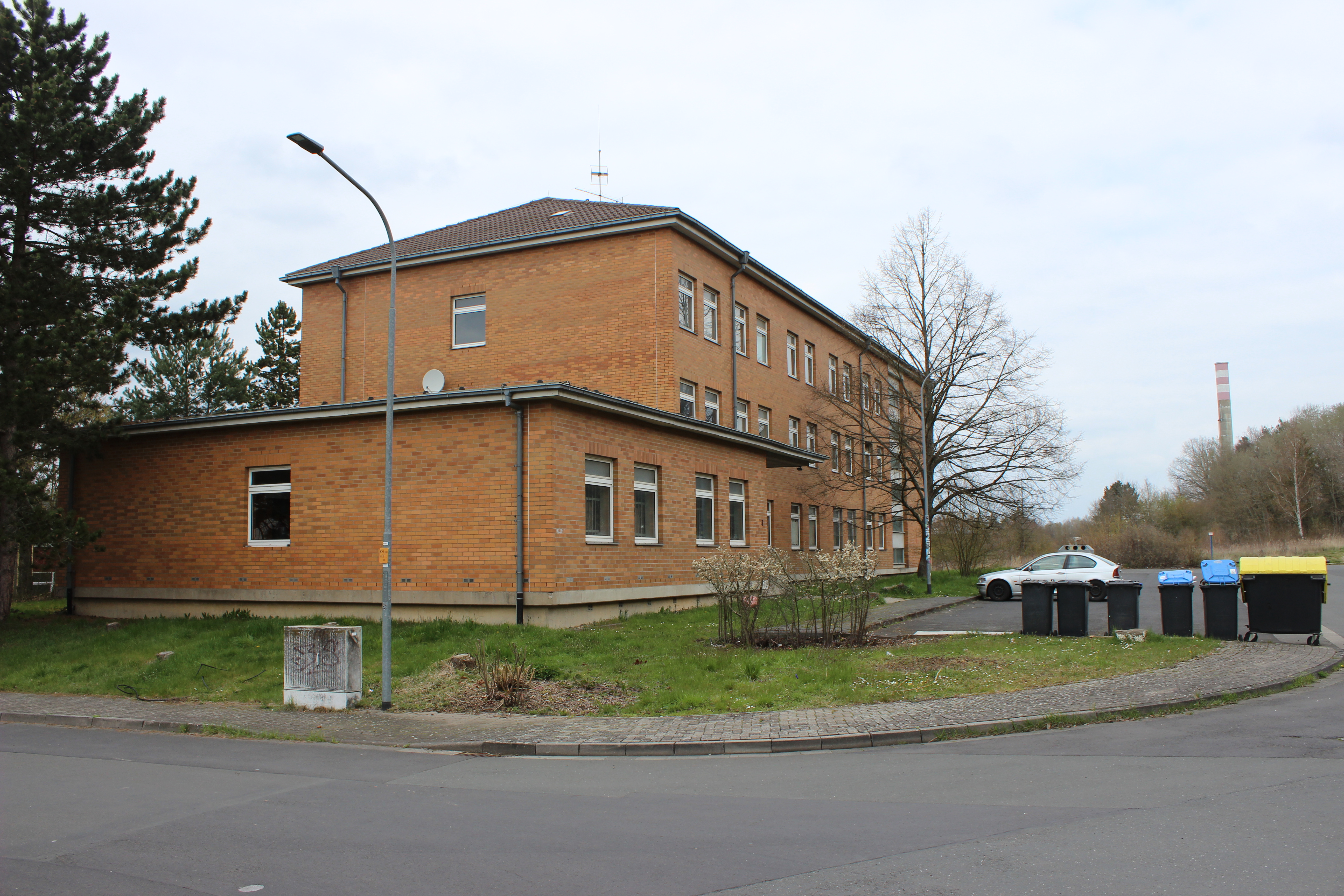
Gebäude der ehemaligen Steuben-Kaserne Gießen

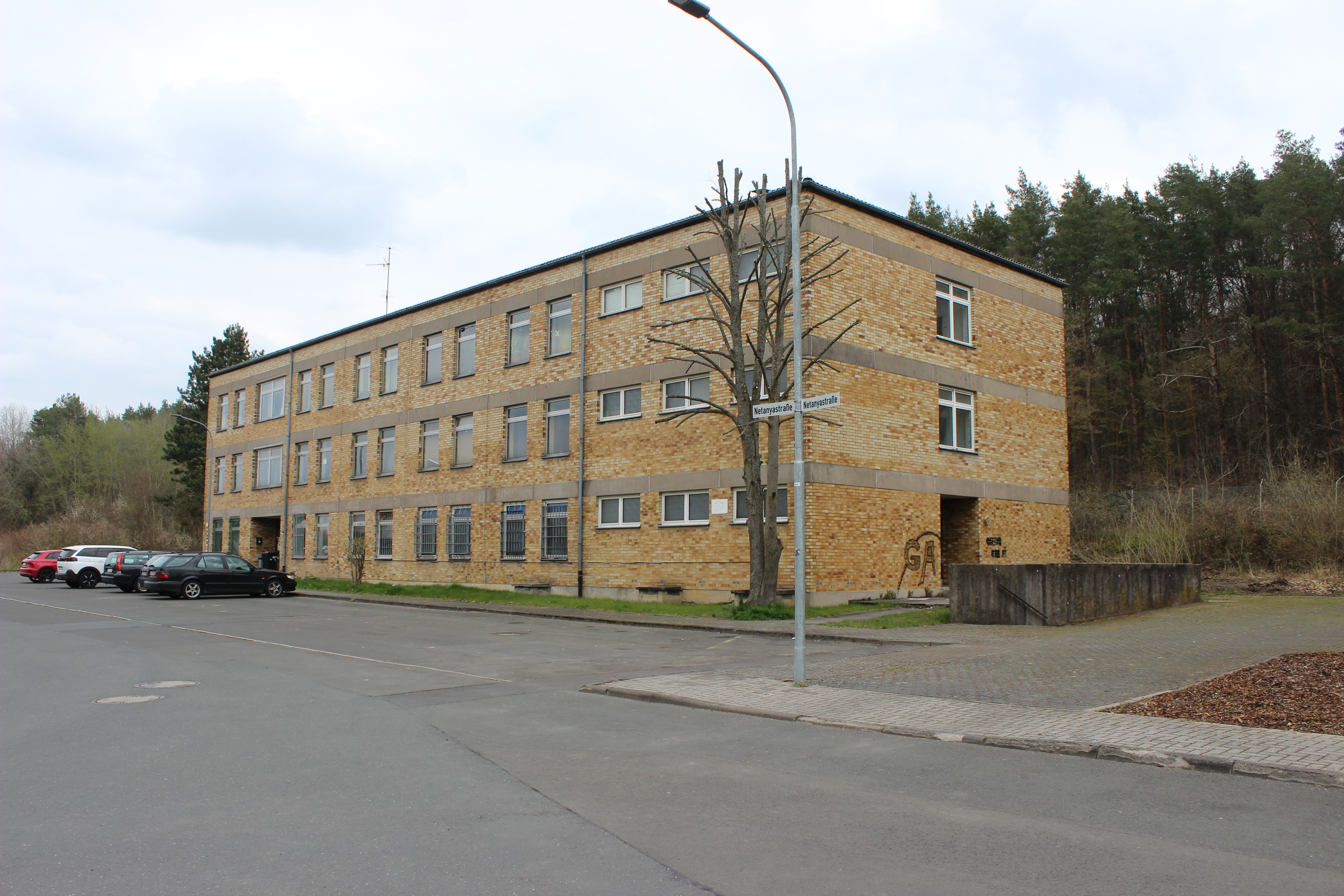
Gebäude in der ehemaligen Steuben-Kaserne Gießen

Die am 1. November 1972 in der Steuben-Kaserne gebildete 4./Nachschubbataillon 330 wurde zum 1. Oktober 1975 in 3./Nachschubbataillon 2 umbenannt. 1984 wurde die 3./Nachschubbataillon 2 nach Wolfhagen, Pommern-Kaserne verlegt. Die Räumlichkeiten wurden von der 3./Nachschubbataillon 5, vormals Koblenz übernommen. Sie wurde 1993 aufgelöst.
Die 1972 in Fritzlar aufgestellte Ausbildungskompanie 16/III wurde am 17. Dezember 1973 in die Steuben-Kaserne nach Gießen verlegt. 1974 erfolgte ihre Umbenennung in Nachschubausbildungskompanie 16/III. Zum 1. Oktober 1980 wechselte ihre Nomenklatur erneut zu Nachschubausbildungskompanie 14/III. 1993 wurde sie aufgelöst.
Am 1. Oktober 1975 entstand in der Steuben-Kaserne die 3./Instandsetzungsbataillon 2. Sie wurde 1986 in die Graf-Haeseler-Kaserne nach Kassel verlegt, wo sie 1993 ihre Auflösung erfuhr.
Ebenfalls 1975 wurden die 4. (nichtaktive), 5., 6. (nichtaktive) und 7. (nichtaktive)/Nachschubbataillon 5 in der Kaserne aufgestellt. Die Einheiten verblieben hier bis zu ihrer Auflösung 1993.
Vom 1. April 1982 bis zum 9. September 1992 befand sich das Jägerbataillon 56 (Geräteeinheit) in der Steuben-Kaserne Gießen. Das Jägerbataillon wurde anschließend zur Berg-Kaserne verlegt und in das Heimatschutzbataillon 56 umgegliedert.
In unmittelbarer Nähe zur Steuben-Kaserne befand sich der US-Stützpunkt Hohe Warte, der am 5. August 1982 als erste Patriot-Raketenabwehrstellung in der Bundesrepublik Deutschland eingerichtet wurde. Hier lag das 4. Bataillon des 43rd US-Air Defense Artillery Regiment. 1991 erfolgte im Zuge des Golfkrieges der Abzug der US-Truppen.
Seit der ersten Hälfte der 1980er Jahre bis 1993 war das Lazarett 7445 als Geräteeinheit in der Steuben-Kaserne eingelagert.
Am 1. Januar 1986 wurde die Fahrschulgruppe Gießen gebildet, die in der Steuben-Kaserne bis zu ihrer Auflösung verblieb.
Das Raketenartilleriebataillon 52 war bis zum 31. März 1993 in der Steuben-Kaserne Gießen stationiert. Allerdings wurde 1981 bereits die 3. Batterie nach Kusel verlegt. 1986 erfolgte die Aufstellung einer zusätzlichen 5. Batterie des Bataillons in Kusel. Eine Batterie wurde zudem aus dem Bataillon herausgelöst; sie bildete ab 1. April 1986 die Begleitbatterie 5, die in der Steuben-Kaserne bis zu ihrer Auflösung am 31. März 1993 verblieb.

### Aufgabe der militärischen Nutzung und Konversion

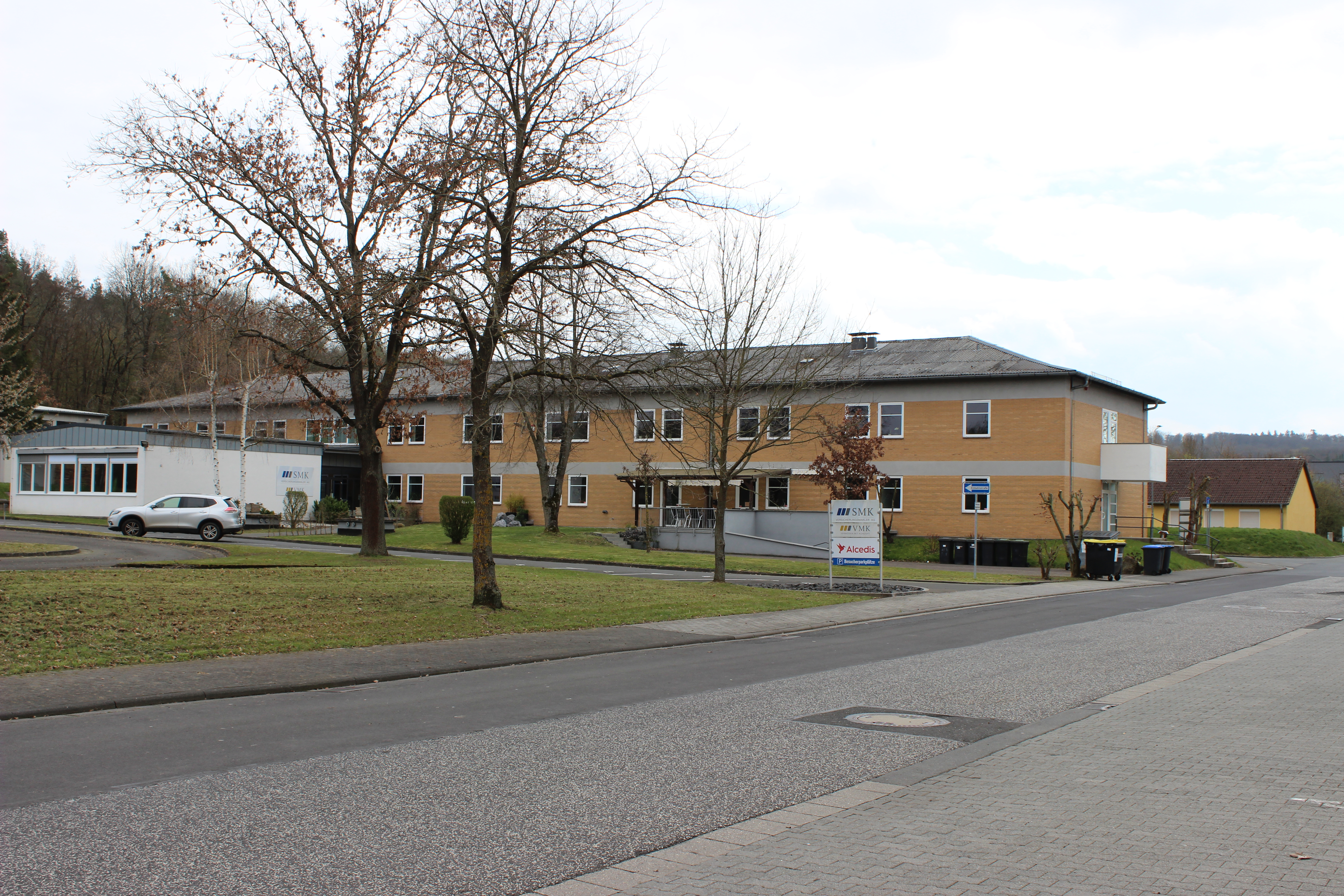
Gebäude der ehemaligen Steuben-Kaserne Gießen mit gewerblicher Nutzung

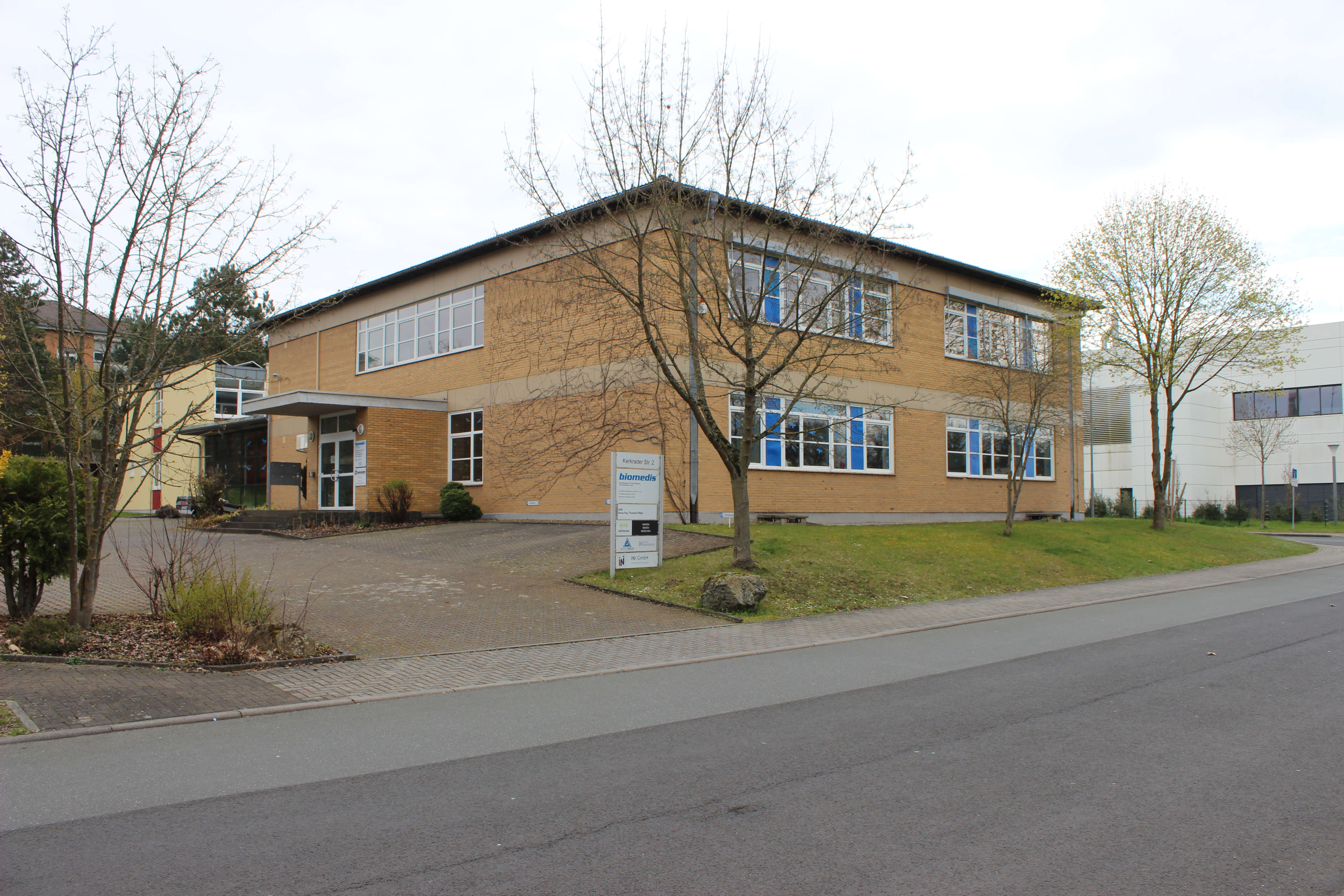
Gebäude der ehemaligen Steuben-Kaserne mit Gewerbenutzung

Die Kaserne wurde am 30. September 1993 aufgelöst. Die meisten Hangars und einfach gebauten Unterkünfte („Baracken“) wurden abgerissen. Rund um die verbliebenen Gebäude und technischen Einrichtungen wurde das Gewerbegebiet „Europaviertel Gießen“ entwickelt.